# Stenalcidia invenusta
Stenalcidia invenusta är en fjärilsart som beskrevs av Paul Dognin 1904. Stenalcidia invenusta ingår i släktet Stenalcidia och familjen mätare. Inga underarter finns listade i Catalogue of Life.